# Roździn
Roździn – wieś w Polsce położona w województwie łódzkim, w powiecie bełchatowskim, w gminie Kluki.
Wieś arcybiskupstwa gnieźnieńskiego w powiecie piotrkowskim województwa sieradzkiego w końcu XVI wieku. W latach 1975–1998 miejscowość administracyjnie należała do województwa piotrkowskiego. Pierwsza wzmianka o wsi pojawia się w 1514 roku. Co roku we wsi świętuje się urodziny Roździna.